# Kapital
Kapital. Płyta zespołu Laibach, wydana 12 maja 1992 roku. Wydawcą była wytwórnia Mute Records. Została wydana w wersji CD, a ponadto na kasetach magnetofonowych i w wydaniu longplay. Te dwa ostatnie zawierały dodatkowy utwór Steel Trust (Germania), którego pozbawione było wydanie CD.

## Lista utworów
Z wydania CD
1. "Decade Null" – 2:56
2. "Everlasting In Union" – 4:09
3. "Illumination" – 3:58
4. "Le Privilege Des Morts" – 5:34
5. "Codex Durex" – 3:04
6. "Hymn To The Black Sun" – 5:30
7. "Young Europa, Pt. 1-10" – 6:23
8. "The Hunter's Funeral Procession" – 5:33
9. "White Law" – 4:22
10. "Wirtschaft Ist Tot" – 7:12
11. "Torso" – 4:15
12. "Entartete Welt" – 8:23
13. "Kinderreich" – 4:08
14. "Sponsored By Mars" (Laibach) – 5:37
15. "Regime Of Coincidence, State Of Gravity" – 7:27